# Зачатьевская башня
Зача́тьевская (Зача́тская) башня — прямоугольная проездная башня Нижегородского кремля, расположенная в подгорной части между Белой и Борисоглебской башнями. Названа по располагавшемуся рядом, вне стен кремля, Зачатьевскому монастырю. В документах XVII века называется также «Белой», видимо, из-за белокаменной облицовки нижней части. В некоторых документах XVIII века упоминается как Живоносовская башня (по церкви и монастырю в честь Живоносного источника). Была разрушена оползнем и впоследствии разобрана на строительный материал для ремонта кремля в 1785—1787 годах по приказу нижегородского губернатора И. М. Ребиндера.
Воссоздана для музейного использования в 2012 году. Торжественное открытие башни-музея состоялось в День народного единства, когда отмечалось 400-летие Второго народного ополчения.

## История
Нижний участок кремля находится на очень ненадёжном в гидрогеологическом плане месте. Здесь имеются выходы подземных вод, постоянно происходили оползни, которые заполнили наносным грунтом древние овраги и промоины. Так, в районе Зачатской башни мощность наносных слоёв достигает 11—13 м. Это всё и стало предопределяющим фактором для неминуемых здесь разрушений.
Первый известный крупный ремонт в кремле производил присланный из Москвы Первуша Данилов в 1620 году (то есть через сто лет после постройки кремля). Им было пристроено множество контрфорсов к пряслам и башням подгорной части. Но уже Писцовая книга за 1621—1622 годы сообщает о плохом состоянии стены, через которую проходят люди. Там же и в других документах говорится о Зачатской башне как о двухъярусной, то есть одной высоты со стенами. Хотя, возможно, это просто зафиксировано состояние на то время разрушающейся и частично перестроенной башни. Но всё же первоначальный облик башни не известен. В 1646 г. воевода Д. Лодыгин и дьяк Г. Патрикеев пишут о разрушениях обеих башен участка и стен, через которые ходят люди. В смете нижегородского посадского Семёна Задорина 1650—1651 гг. говорится, что «быки», то есть контрфорсы, осыпались, а сама башня осела до них и отошла под гору от обеих стен. Предложенный им план по гидротехническим работам и перестройке стены с использованием дубовых свай не был осуществлён.
В XVIII в. разрушение и сползание продолжились. По описи 1765 г. у башни обрушились два свода проезда, и ворота были заложены снаружи кирпичом, а внутри — брёвнами. После частичной разборки Зачатской и Борисоглебской башен в 1785—1787 годах губернатор Ребиндер в 1787—1790 годы проводит ремонт подгорного участка кремля. В 1833 г. была возведена тонкая кирпичная стена, а на месте башни — «сход к Живоносному источнику» (с караулками по бокам и окнами, имитирующими бойницы). В XIX в. началось новое разрушение подгорной части.

## Реконструкция
В 1965 году под руководством архитектора и реставратора С. Л. Агафонова началось исследование башни. Её остатки были расчищены. Изнутри, в культурном слое, был вырыт значительный котлован, а затем всё это было брошено разрушаться на долгие годы. После этого, около 1980 г., происходила ещё расчистка. Это позволило архитектору И. С. Агафоновой сделать варианты графических реконструкций башни.

Руины Зачатьевской башни (1980-е гг. — 2012 г.)
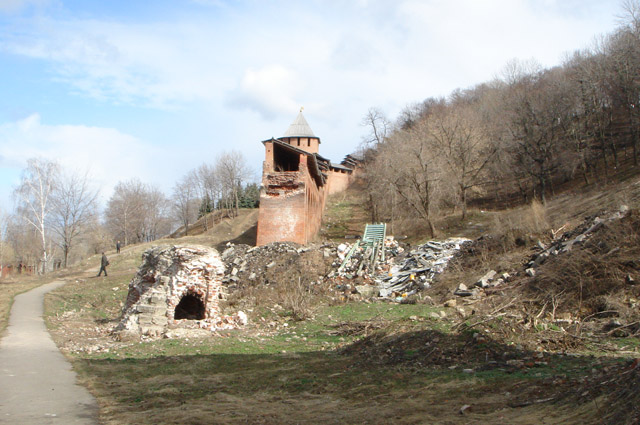
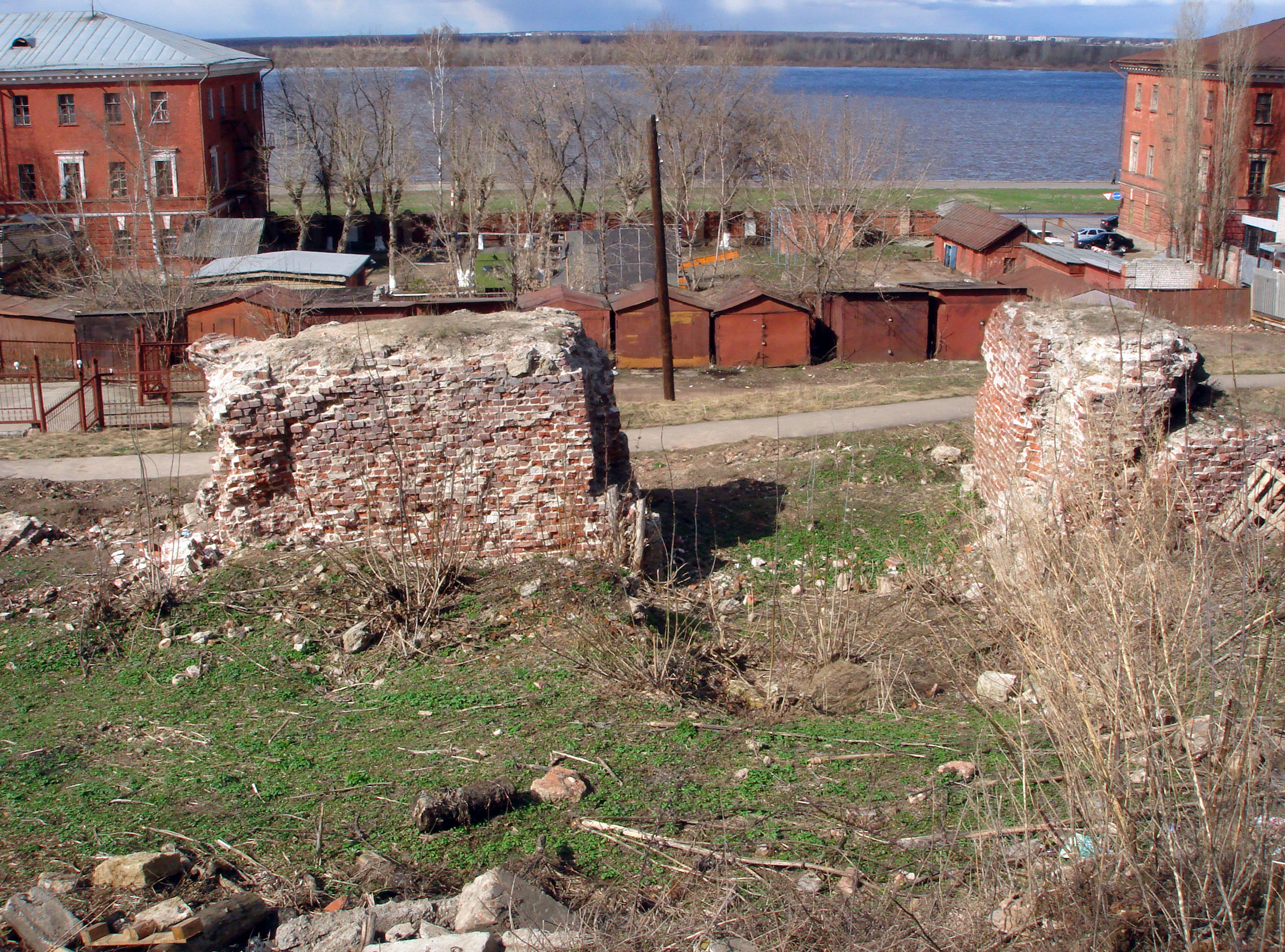
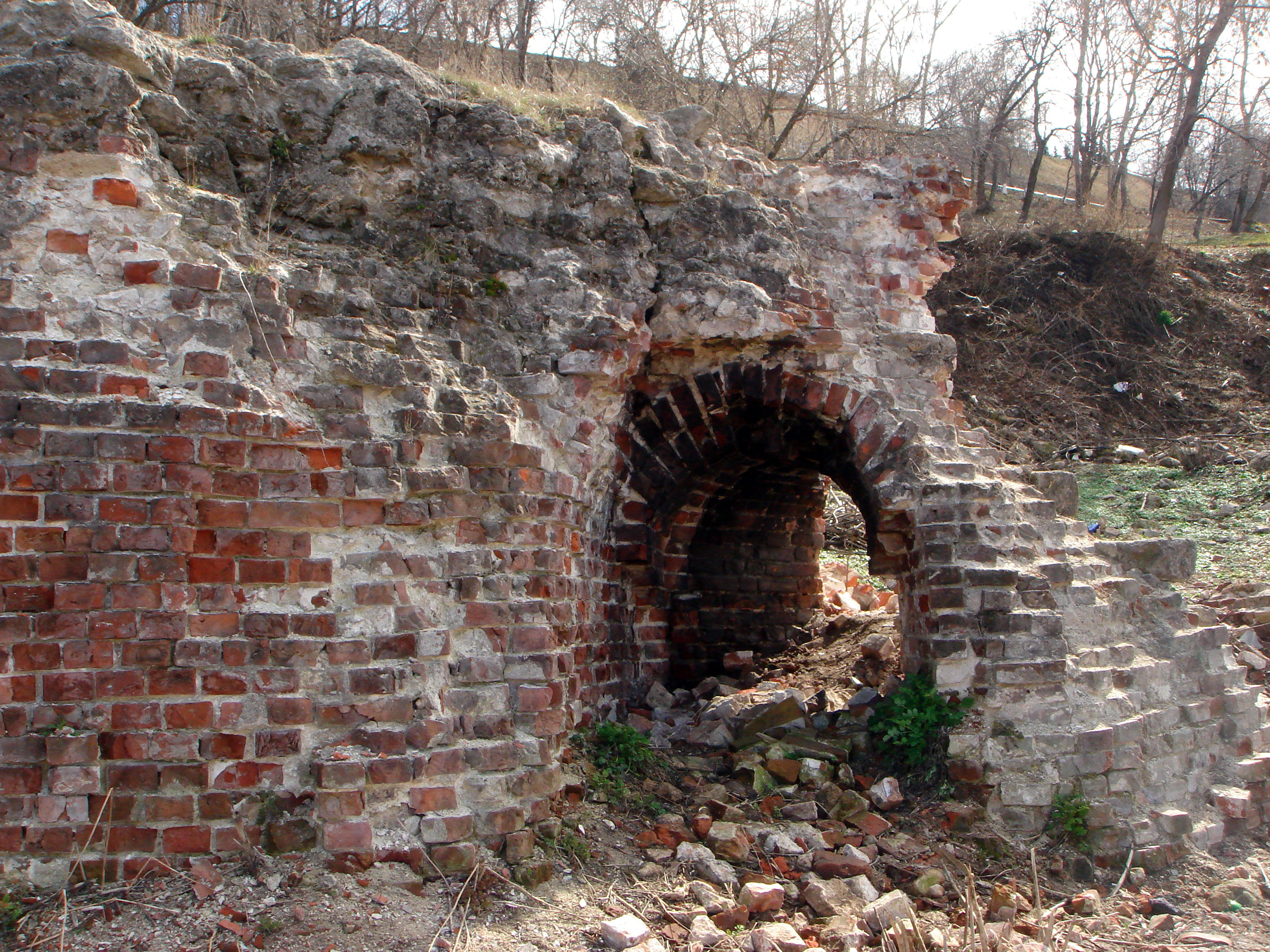

В 2000-е годы власти начали усиленно пропагандировать в СМИ идею о необходимости замкнуть кремлёвское кольцо. Это при том, что к этому времени в городе была ликвидирована Горьковская специальная научно-реставрационная мастерская. Мнения горожан разделились: менее информированные высказывались за проект, другие призывали не спешить. Тем не менее, решение было принято.
К этому времени существовало два варианта реконструкции башни: с воротами на переднем фасаде и с воротами в западной боковой стене. Хотя в башнях Нижегородского кремля нет других примеров применения схемы с боковыми воротами, здесь имелись намёки именно на неё. Зачатская башня имела самые широкие в кремле внутренние ворота, которые, к тому же, были скошены к западу. Такие особенности облегчали бы разворот гужевому транспорту в Г-образном проезде. Кроме того, башня контролировала самый низкий — довольно уязвимый — участок кремля, при этом не имея ни рва, ни предмостного укрепления. Но выбрали вариант с прямым проездом как более привлекательный внешне. Были также разные варианты оформления павильона, который должен прикрывать часть руин.
Вариант воссоздания средневекового строения с использованием аутентичных материалов даже не рассматривался. Строители не ограничились противооползневыми мероприятиями и, соответственно, мощным железобетонным фундаментом. Объект был построен с использованием современных строительных приёмов, а все элементы фортификационного сооружения являются лишь имитацией. В итоге: создан защитный футляр над древними руинами, музей получил дополнительные площади помещений, перекрыт периметр кремля… Таким образом, можно утверждать, что реконструированная башня является всего лишь современным музейным помещением, внешне копирующим облик настоящей Зачатьевской башни.

### Археологические исследования
Строительство предваряли археологические раскопки, которые вскрыли нижнюю часть прясла, сдвинутого оползнем с первоначального места, основания контрфорсов, подпиравших его в XVII в., деревянные колья — опалубку и сваи фундамента XVI в., а прямо перед башней — водовод Живоносного источника.

### Воссоздание башни
Для строительства был заказан большемерный кирпич (но слишком гладкий и почему-то двух разных размеров) и блоки очень плотного (такой не применялся) известняка, распиленного на заранее выверенные размеры. Последнее позволяло собирать конструкцию без всякой подтёски, но было нехарактерно для древнего зодчества. Но известняка оказалось слишком мало.
Чтобы избежать новых подвижек грунта, строители провели некоторые работы по отводу сточных вод через ливневую канализацию. Новый фундамент стен и башни был заложен не прямо на руинах, а на месте их первоначального нахождения. Фундамент был сделан в виде железобетонной подушки на сваях 12-метровой глубины. Прясла и передняя часть башни сооружались из самого крупного кирпича. Внутренний фасад башни и часть внутренних перегородок — из более мелкого и чуть более тёмного кирпича. Внутри применялся и обыкновенный стандартный кирпич. Конструкция башни и прясел разделяется на несвязанные секции. Для этого оставлены четыре разрыва в фундаменте и кладке. Это сделано для того, чтобы в случае подвижки фундамента верхние части не ломались, а просто смещались относительно друг друга. Также вся кирпичная кладка перекладывалась через каждые 4—6 слоёв железной сеткой. Кладка велась на цементе. Швы в ней не затирались, как это везде в кремле, а прочерчивались.

Процесс восстановления Зачатьевской башни (2012 год)
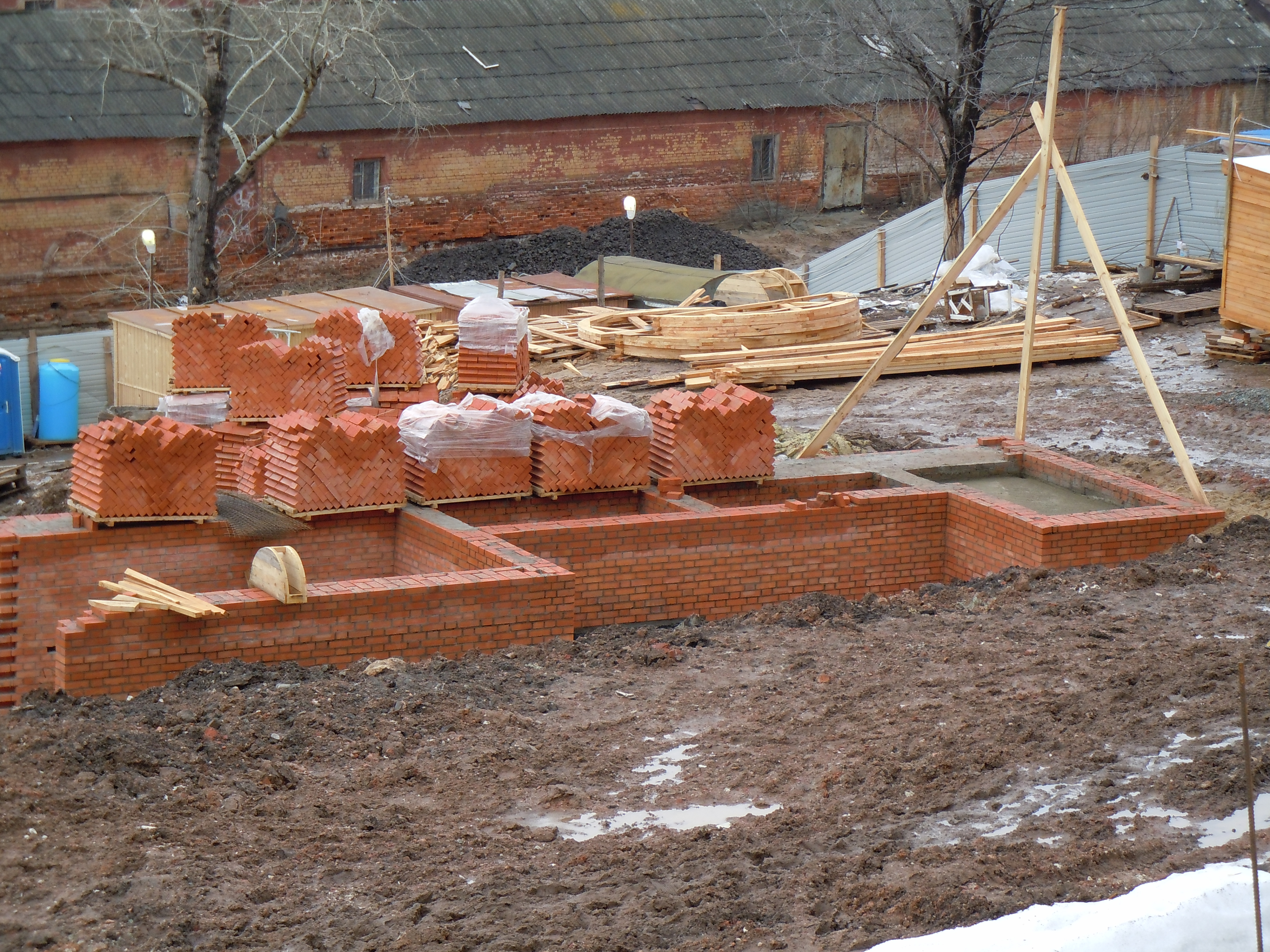
Помещения в стене
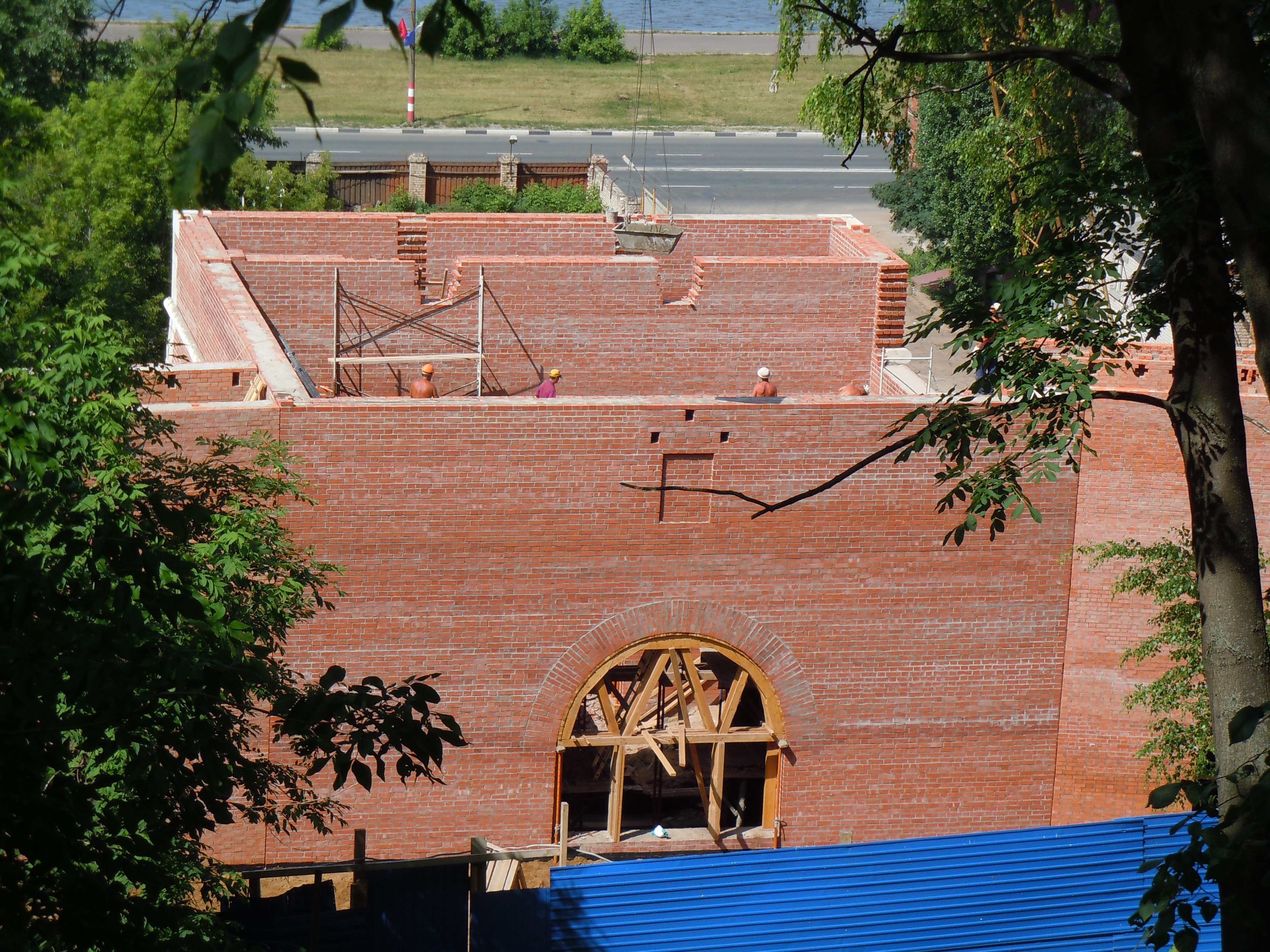
Коробка стен башни
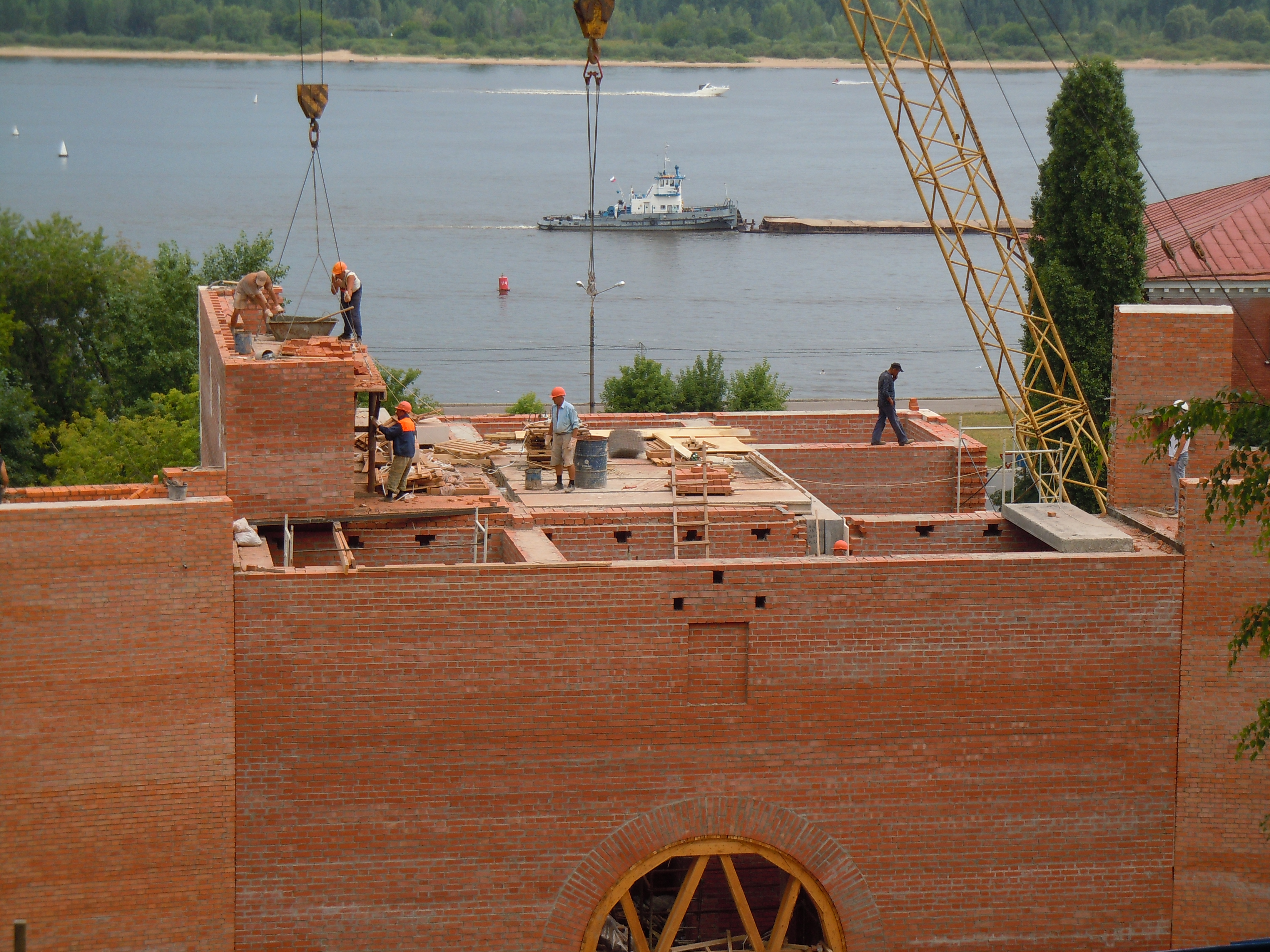
Перекрытия в башне
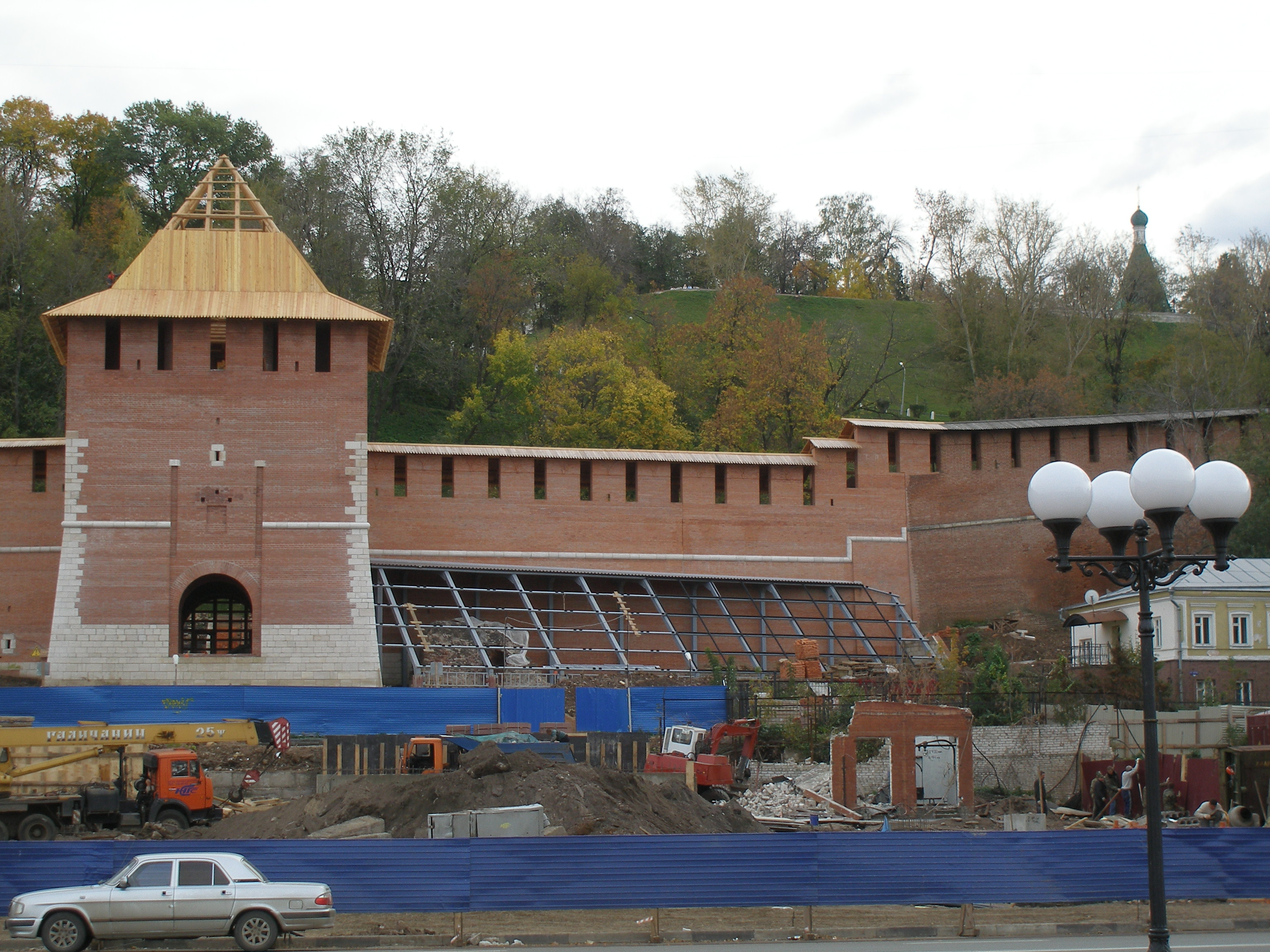
Возведение шатра и расчистка территории под сквер

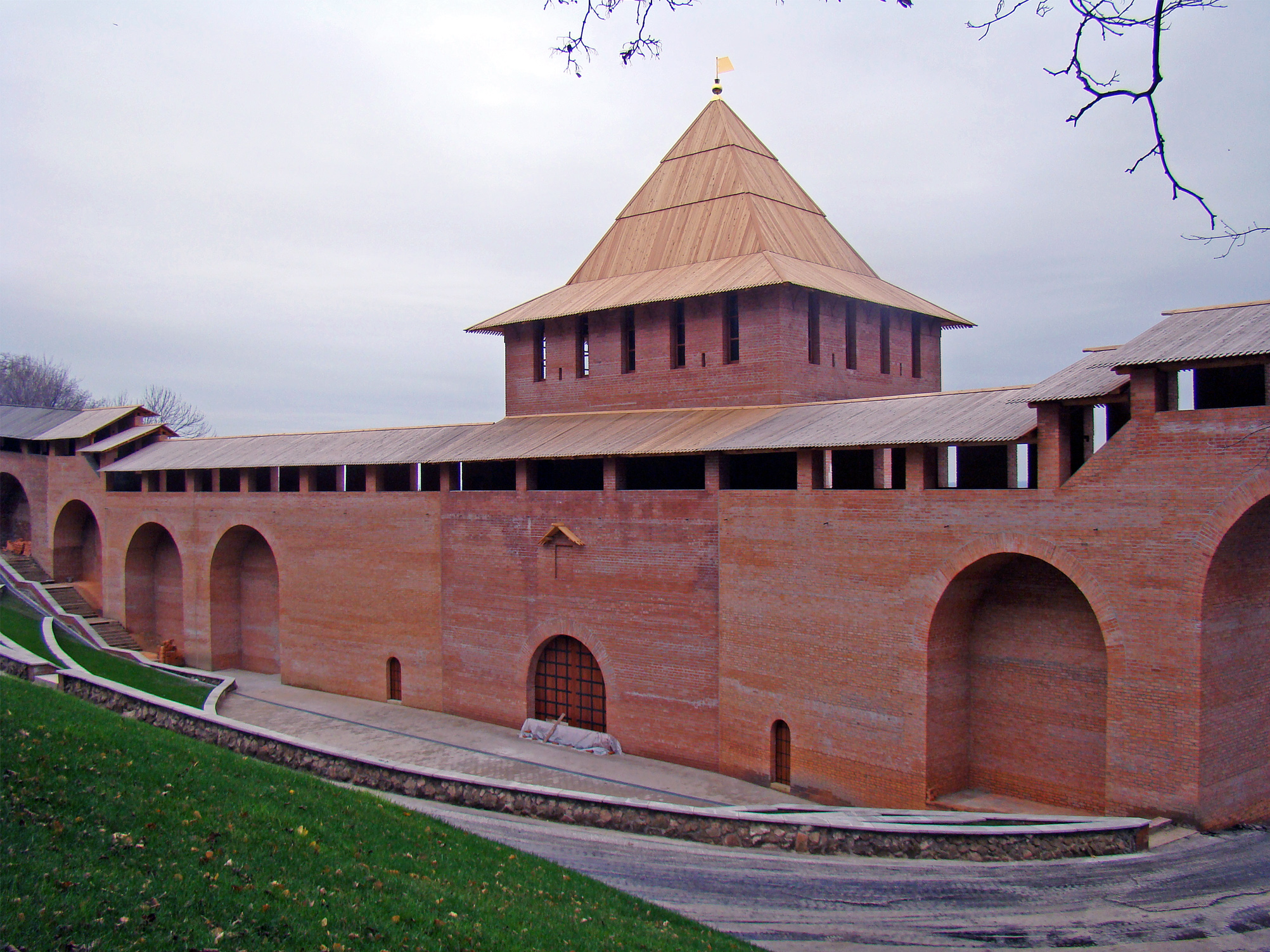
Внутренний фасад Зачатской башни

Вся конструкция — не только башня, но и прясла — делалась пустотелой: и передняя стенка, и пилоны. Видимо, только пилон около ворот в стене был полностью или только в нижней части залит цементом. В пряслах, слева и справа от башни, за счёт уменьшения числа арок, были созданы вместительные помещения. То, которое справа, имеет ещё и проходы почти до самых ворот в стене. Из этих глухих помещений на наружную сторону прясла выведен один (?) продух для вентиляции. Все перекрытия в пряслах и башне плоские, перекрыты железобетонными плитами. Так как сбоку башни должен быть проход к руинам под стеной, то здесь был оформлен как бы ещё один проезд, что напоминает о варианте реконструкции с боковыми воротами. Бойницы в тонких стенах не могли получить глубоких печур, вентиляционных ходов нет (снаружи только имитация углублением в кладке), да и местоположение бойниц не всегда соответствует норме. Известняка явно не хватало, поэтому сбоку его линия заметно понижается. На стенах, перекрывая малые бойницы зубцов, использовали вместо известняковой плиты слой цемента. Уменьшена глубина выемок для подъёмного моста и для его балок, хотя они вообще и не предусматривались, так как ворота получили остекление. Застеклены и все бойницы. Боковой павильон был сделан в наиболее простом исполнении — в виде стеклянной теплицы. Лестницы в башне сделаны не так, как в других башнях (винтовые в толще кладки), а представляют собой обычные лестничные клетки, как в современных зданиях.
Так как проход через башню исключался (имеющиеся ворота — бутафорские, а вместо проезда в башне находится экспозиция руин), и попасть в башню можно только купив билет в музей, а рядом под горой планировалось строительство гаража для служб администрации, то около башни был оставлен проезд в стене, перекрытый решётчатыми воротами, стилизованными под старину. Изнутри, напротив башни, был устроен небольшой амфитеатр, а снаружи появился бульвар в сторону Волги, с лавочками, фонарями и парковкой, который упирается в памятник Петру Первому.

## Музей

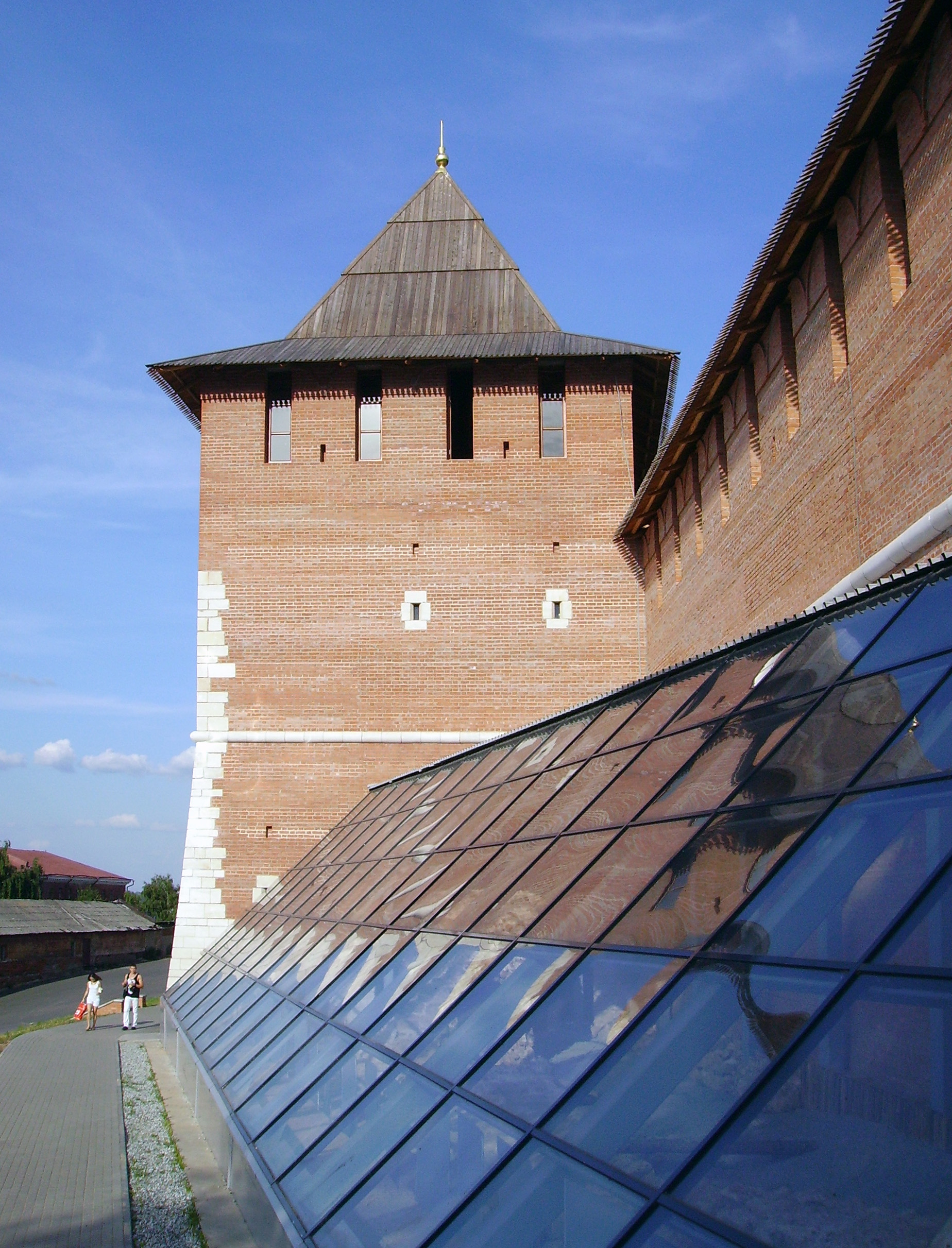
Павильон над руинами

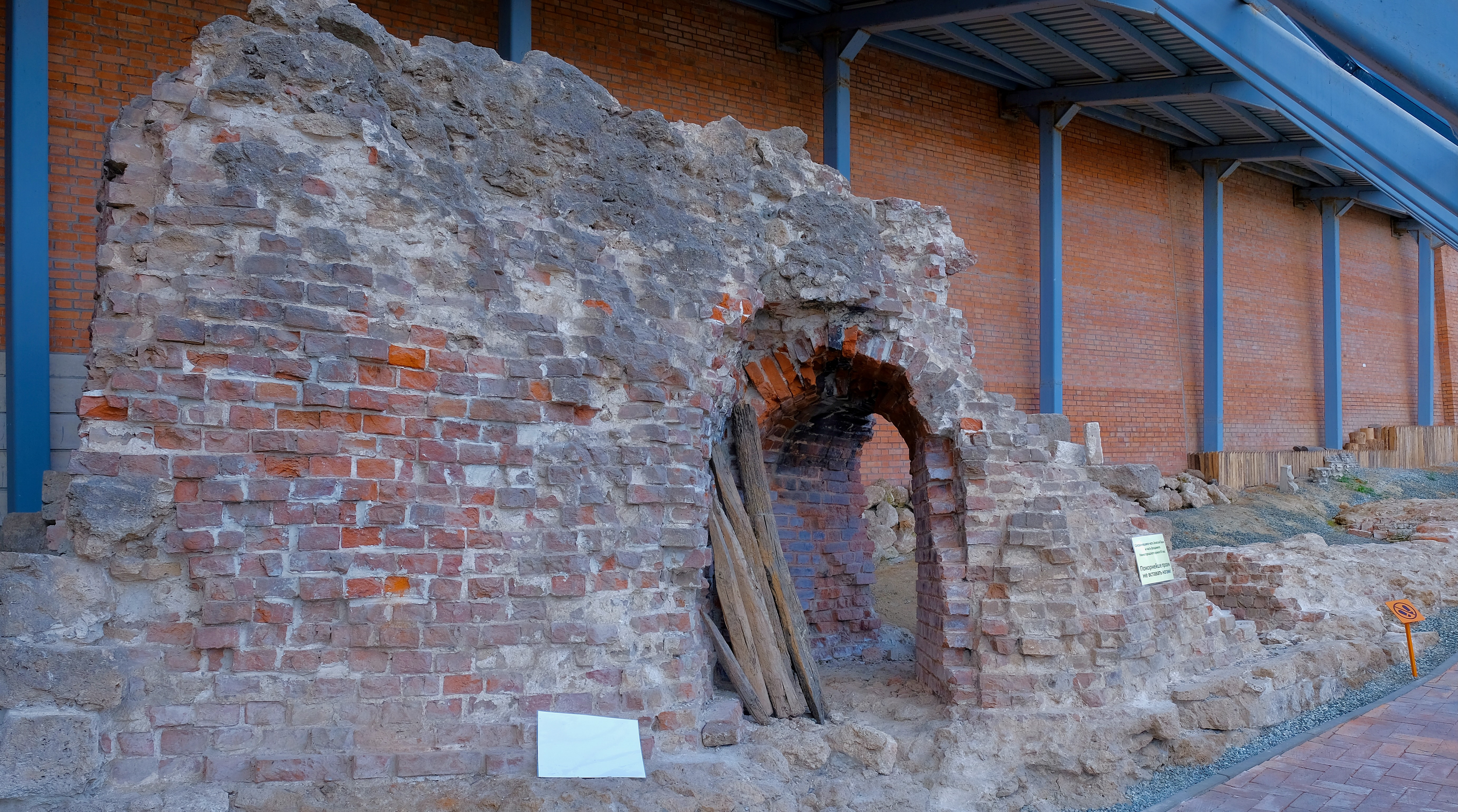
Музеефицированные остатки фундамента

В помещении Зачатской башни располагается музейная экспозиция. Часть помещений занимают реконструкторы.
Фрагменты древней башни расположены частично в нижней части нынешней башни (на месте проезда), частично под стеклянным пристроем, в котором находятся и фундаменты древнего прясла. Также в экспозиции имеются планшеты с фотографиями архитектора И. С. Агафоновой, иллюстрирующими ход реконструкции. На первом ярусе имеется и небольшая археологическая выставка, с экспонатами с раскопок башни: подстав под ворота, дубовые сваи и другие.
На втором этаже башни расположена экспозиция, посвящённая археологическому изучению Нижегородского кремля и его окрестностей — раскопкам последних лет, проводившихся под руководством Т. В. Гусевой и И. О. Ерёмина. Здесь показаны керамические сосуды (русские, булгарские и мордовские), изразцы, отопительные трубы, жернова, фрагменты каменной резьбы Спасо-Преображенского собора и другие экспонаты.
Третий этаж занимает выставка «Ополчение 1612 года», состоящая из двух инсталляций, реконструкций костюмов горожан XVII века и предметов российской государственной символики. Здесь же оборудована смотровая площадка с подзорной трубой.